# Besprim da Polônia
Besprim (ca. 986 - 1032) foi duque da Polônia de 1031 a 1032. Ele era o filho mais velho de Boleslau I, o Bravo, rei da Polônia, mas foi privado da sucessão de seu pai, que em torno de 1001 o enviou para a Itália, a fim de se tornar monge em um dos mosteiros de São Romualdo em Ravena. Sua mãe era uma princesa húngara chamada Judite.
Expulso por seu meio-irmão Miecislau II após a morte de seu pai, em 1031 Besprim se tornou governante de grandes áreas da Polônia após ataque simultâneo das forças do Sacro Império Romano e de Quieve. Seu reinado foi de curta duração e, segundo algumas fontes, extremamente cruel. Ele foi assassinado em 1032 e Miecislau II voltou ao trono da Polônia. É especulado que a reação pagã começou durante o seu curto reinado.

## Onomástica
Nas fontes primárias, esse antropônimo aparece como Besprim (Crônica de Tietmar), Besfrim (Analista Saxão) ou Bezbriém (Crônicas de Hildesheim e Anais Altaenses). Este nome não era usado entre a nobreza polonesa, mas era conhecido nas fontes da Boêmia, onde aparece como Bezprim, Bezprém ou Bezperém. De acordo com uma das hipóteses, o nome é de origem eslava e provavelmente foi originalmente pronunciado como Bezprzem ou Bezprzym. Devido à tradição e à impossibilidade de determinar a versão correta do nome, a forma reconstruída Bezprym é utilizada, embora, de acordo com K. Jasiński, provavelmente requeira modificações. O nome significa "teimoso", "autoconfiante, sem vontade de recuar".